# Helena Fàbregas
Helena Fàbregas de Mora (Barcelona, 14 de desembre de 1947) és una il·lustradora que va treballar sota el pseudònim d'Helenita i es va especialitzar en contes infantils i nines retallables.

## Biografia
Helena Fàbregas va néixer a Barcelona i va aprendre l'ofici d'il·lustradora del seu pare, el també dibuixant i cartellista Ricard Fàbregas. Començà a treballar en el camp de la il·lustració per a l'agència de publicitat Izquierdo Nogueras. En aquesta agència es creà un departament de cine publicitari en el qual Hipòlit Andreu portava la secció del dibuix animat. Helena Fàbregas començà a col·laborar amb aquest departament i acabà vinculada professionalment i personalment amb Hipòlit García Andreu. Amb ell tirarà endavant l'Studio Andreu i combinarà les tasques de l'estudi d'animació amb la de il·lustradora per a editorials com Roma, que a partir dels anys setanta del segle xx farà famoses les seves nines retallables. Com a il·lustradora de contes infantils, publica l'any 1978 a l'editorial Roma una sèrie de reculls de contes sota els títols Basar de contes, Estol de contes i Garba de contes. El 2017 va participar en el II Fòrum d'animació: Dones i animació, la indústria des dels marges.